# Vladimír Svatoň
Vladimír Svatoň (19. července 1931, Praha – 26. prosince 2018), byl český rusista a komparatista, profesor ruské a srovnávací literatury na FF UK v Praze.

## Životopis
V roce 1955 ukončil magisterské studium rusistiky a bohemistiky na FF UK, posléze absolvoval roku 1969 vědeckou aspiranturu (CSc.) na ČSAV. V roce 1995 se úspěšně habilitoval na FF UK v oboru Ruské a srovnávací literatury, o 7 let později byl tamtéž jmenován profesorem.
Působil v ústavech Akademie věd, nejdéle v bývalém Ústavu pro českou a světovou literaturu. Od roku 1993 přednášel na Filozofické fakultě UK v Ústavu slavistických a východoevropských studií (nyní Ústav východoevropských studií). Stál u zrodu místního Centra komparatistiky, sloučeného později s Ústavem české literatury a literární vědy (nyní Ústav české literatury a komparatistiky) na Filozofické fakultě. Byl vedoucím redaktorem časopisu Svět literatury. Zabýval se mj. dílem A. S. Puškina, F. M. Dostojevského, V. Nabokova, T. Manna a teorií románu.
Pochován byl na Olšanských hřbitovech.

## Dílo
- 1993: Epické zdroje románu : z teorie a typologie ruské prózy (Praha : Ústav pro českou a světovou literaturu AV ČR).
- 2002: Z druhého břehu. Studie a eseje o ruské literatuře (Praha : Torst).
- 2004: Proměny dávných příběhů (O poetice ruské prózy) (Praha : Univerzita Karlova v Praze, Filozofická fakulta).
- 2009: Román v souvislostech času. Úvahy o srovnávací literární vědě (Praha: Malvern).
- 2017: Na cestě evropským literárním polem. Studie z komparatistiky (Praha: Univerzita Karlova, Filozofická fakulta)

Jako editor se podílel na vydání mnoha sborníků, mj. Konec a počátek: literatura na přelomu dvou staletí (2012), Literatura na hranici jazyků a kultur (2009), Srovnávací poetika v multikulturním světě (2004), Pokusy o renesanci Západu. Literární a duchovní východiska na přelomu 19. a 20. století (2016).